# Replicants
Replicants war ein Musikprojekt, das Mitte der 1990er Jahre existierte und ein Album mit Coverversionen veröffentlichte. Die Musik der Gruppe kann als Alternative Rock bezeichnet werden.

## Bandgeschichte
Die Band wurde von Paul d’Amour nach dessen Ausstieg bei Tool gegründet. Die weiteren Mitglieder waren  Ken Andrews und Greg Edwards von Failure sowie Chris Pitman, der zuvor als Tour-Musiker für Tool aktiv gewesen war. Ihr 1995 veröffentlichtes, selbstbetiteltes Album wurde auf dem damals noch zu BMG gehörenden Label Zoo Entertainment veröffentlicht. Bei dem Wings-Cover Silly Love Songs ist der Tool-Sänger Maynard James Keenan zu hören.
D’Amour, Pitman und Edwards veröffentlichten 1997 gemeinsam mit dem Multiinstrumentalisten Brad Laner als Lusk das Album Free Mars.

## Diskografie
- 1995: Replicants (Zoo Entertainment)